# روث وليامز
روث وليامز (بالإنجليزية: Ruth Williams)‏ هي لاعبة كرة الريشة جامايكية، ولدت في 31 أغسطس 1989 في ماندفيل ‏ في جامايكا.

## وصلات خارجية
- روث وليامز على موقع BWF.tournamentsoftware.com (الإنجليزية)
- روث وليامز على موقع BWFbadminton.com (الإنجليزية)
- روث وليامز على موقع اتحاد ألعاب الكومنولث (مؤرشف) (الإنجليزية)